# Azurina
Azurina là một chi cá biển thuộc phân họ Chrominae nằm trong họ Cá thia. Những loài trong chi này được tìm thấy ở cả Ấn Độ Dương, Thái Bình Dương và Đại Tây Dương.

## Từ nguyên
Từ định danh của chi được Latinh hóa từ tiếng Pháp là l'azur, tức "màu xanh lam", hàm ý đề cập đến màu xanh thẫm ở thân trên của A. hirundo.

## Các loài
Trước đây, chi Azurina chỉ có 2 loài là A. eupalama và A. hirundo. Đến năm 2021, dựa trên những bắng chứng di truyền, có 8 loài từ chi Chromis được chuyển sang Azurina, nâng tổng số loài hợp lệ của chi này lên 10, bao gồm:
- Azurina atrilobata (Gill, 1862)
- Azurina brevirostris (Pyle, Earle & Greene, 2008)
- Azurina cyanea (Poey, 1860)
- Azurina elerae (Fowler & Bean, 1928)
- Azurina eupalama Heller & Snodgrass, 1903
- Azurina hirundo Jordan & McGregor, 1898
- Azurina intercrusma (Evermann & Radcliffe, 1917)
- Azurina lepidolepis (Bleeker, 1877)
- Azurina meridiana (Greenfield & Woods, 1980)
- Azurina multilineata (Guichenot, 1853)